# BusCaracas
El BusCaracas ahora conocido como Metrobus Caracas es un sistema de transporte masivo del Distrito Capital, Venezuela; propuesto por la alcaldía del Municipio Libertador de Caracas, siendo este similar al Trolmérida, Transbarca y al TransCarabobo. Además incluye obras de ornato y funciona integrado al Metro de Caracas. Las obras fueron aprobadas por el Gobierno de Venezuela, a través del Ministerio del poder popular para las Obras Públicas y Vivienda (MOPVI), e inaugurado el 3 de octubre de 2012.

## Historia

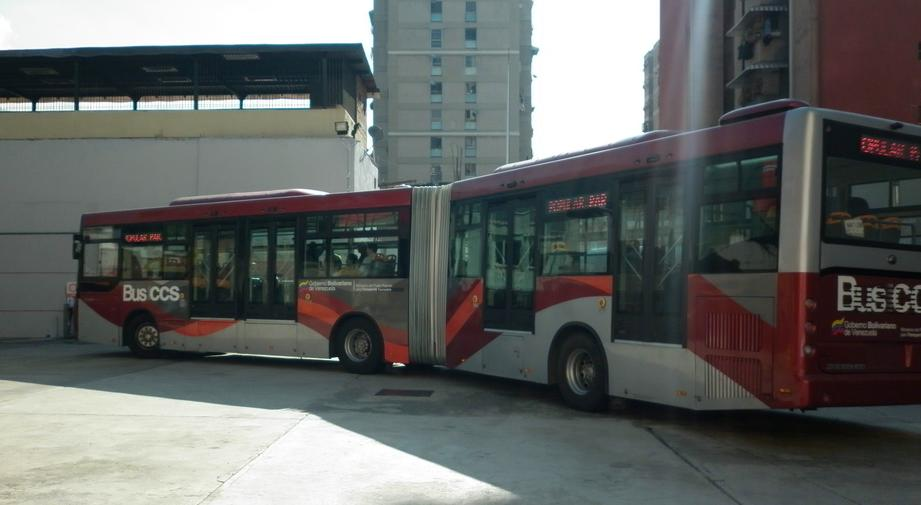
Unidad del Metrobus Caracas Sin Servicio En una Gasolinera

El proyecto comenzó a plantearse por la Alcaldía del municipio Libertador, pero no fue sino hasta 2005 cuando se empezaron a realizar los primeros estudios sobre la factibilidad de un sistema de trolebuses que ayudara a descongestionar las vías caraqueñas y a reordenar el tráfico de la capital.
El proyecto culminó su planificación a finales de 2006, llevándose a consideración del Ministerio del Poder Popular para las Obras Públicas y Vivienda (MOPVI), siendo este, posteriormente, aprobado.
Desde que comenzó el proyecto, se discutió y estudio su implementación, iniciándose las gestiones para la reubicación de comerciantes informales en el recorrido del sistema, en marzo de 2008. De igual forma, se trabajó coordinadamente con el Metro de Caracas, con la idea de convertir el proyecto en un sistema complementario del mismo.
Se iniciaron además reuniones con transportistas de la capital para explicar los alcances, objetivos e intentar integrarlos al proyecto BusCaracas.
El 3 de octubre de 2012, se inauguró finalmente la primera ruta del sistema, compuesta por 5,2 kilómetros y 11 estaciones, con algunos detalles que se finalizarían en los días posteriores. Además, este pasaría a formar parte del Metro de Caracas, como la línea 7 del sistema.y en este 2024 tras varios meses cerrado, las estaciones fueron remodeladas y recibió un cambio de nombre a Metrobús caracas 

## Rutas
La primera ruta (Línea 7 del Metro de Caracas) empezó a funcionar entre los sectores de la Parroquia San José y la Bandera, con once estaciones intermedias y con una inversión de 330 millones de Bolívares fuertes (160 millones de dólares).

### Rutas a Futuro
Se espera en un futuro habilitar diversos corredores viales en los siguientes sectores:
| Ruta                               | Nota             |
| ---------------------------------- | ---------------- |
| Baralt - O'Higgins - La Paz        | En planificación |
| Antímano - La Paz                  | En planificación |
| Propatria - El Silencio - Antímano | En planificación |
| La Hoyada - Libertador             | En planificación |
| Urdaneta - Andrés Bello            | En planificación |

## Estaciones
Originalmente se pensaba realizar las estaciones de forma tubular y con un material transparente, el policarbonato de alta densidad, pero se prefirió rediseñarlas para hacerlas de forma rectangular y más amigables al público, con materiales como bloques, cemento, rejillas, los pisos de granito y las puertas de embarque y desembarque de vidrio. Las estaciones están separadas entre sí, aproximadamente 400 metros, ubicadas en una isla central que mejora la carga y descarga de pasajeros en las rutas, las entradas al sistema están al nivel de las puertas de los buses y cuentan con rampas para discapacitados.

### Estaciones de su Primera Ruta (Línea 7 del Metro de Caracas)
| Estación          | Nota                                            |
| ----------------- | ----------------------------------------------- |
| Las Flores        |                                                 |
| Panteón           |                                                 |
| Socorro           |                                                 |
| La Hoyada         | Transferencia a la Línea 1 del Metro de Caracas |
| El Cristo         |                                                 |
| Roca Tarpeya      |                                                 |
| Presidente Medina |                                                 |
| INCES             |                                                 |
| Roosevelt         |                                                 |
| La Bandera        | Transferencia a la Línea 3 del Metro de Caracas |
| Los Ilustres      |                                                 |

## Funcionamiento

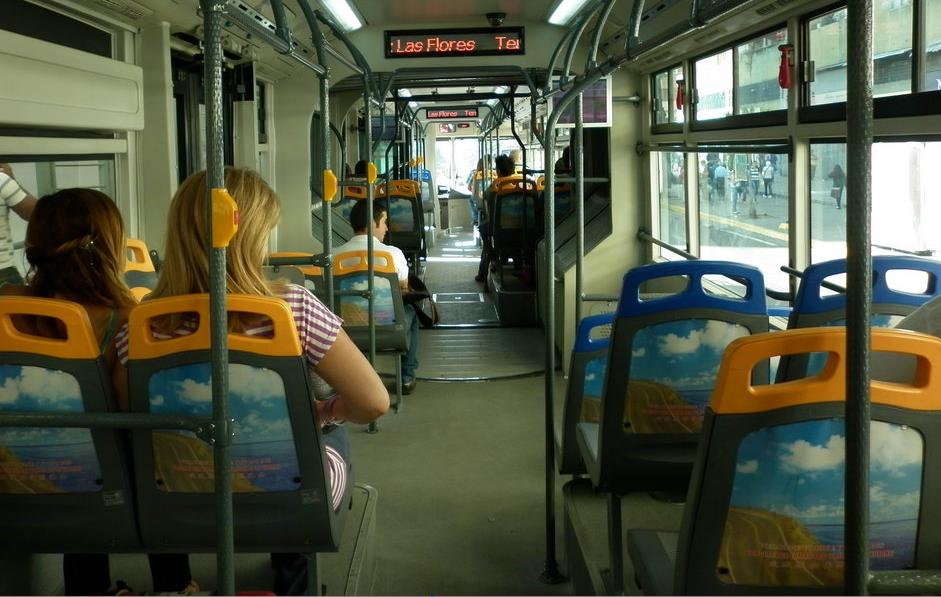
Vista interna de una unidad del sistema.

El BusCaracas funciona con vías o canales exclusivos para el transporte público con buses articulados que transitan constantemente, a través de una red de estaciones habilitadas para tal fin, convirtiéndose en el principal sistema de transporte público en los sectores por donde circula, por lo que se reorganizaron las tradicionales rutas de autobuses ya establecidas.

### Unidades
El sistema consiste de 30 autobuses de la empresa Yutong, de fabricación China. Estos buses utilizan gas como combustible, y tienen una capacidad máxima para transportar, aproximadamente, a 160 pasajeros, es decir, 120 mil usuarios al día. Sin embargo, solo se trasladan a 30 mil usuarios por día, a lo largo de todo el sistema.